# Autobahndreieck Hochrhein
Das Autobahndreieck Hochrhein (Abkürzung AD Hochrhein; Kurzform Dreieck Hochrhein) ist ein Autobahndreieck in Baden-Württemberg bei Lörrach. Hier zweigt die Bundesautobahn 861 (als Entlastungsautobahn der A 5, sowie als Umfahrung Basels) von der Bundesautobahn 98 (Hochrheinautobahn, E 54) ab.

## Geographie
Das Dreieck befindet sich im äußersten Südwesten von Baden-Württemberg in der Region Südschwarzwald in der Nähe zum Hochrhein, der auch namensgebend war. Das Dreieck liegt auf dem Gebiet der Gemeinde Rheinfelden (Baden) im Landkreis Lörrach. Es befindet sich etwa 60 km nordwestlich von Zürich, etwa 50 km südlich von Freiburg im Breisgau und etwa 15 km östlich von Basel. Die südliche Abzweigung führt über den Tunnel Nollinger Berg nach Rheinfelden und an die Deutsch-Schweizer-Grenze. Westlich führt die A 98 nach Lörrach sowie zum Autobahndreieck Weil am Rhein, und seit dem 20. Dezember 2021 besteht ein Anschluss nach Osten über den Herrschaftsbucktunnel nach Rheinfelden-Ost.
Das Autobahndreieck Hochrhein trägt auf der A 98 die Anschlussstellennummer 7, auf der A 861 die Nummer 1. Ans Autobahndreieck schließt sich westlich die Dorfbachtalbrücke an.

## Geschichte
Das Dreieck Hochrhein wurde am 7. März 2006 nur zum Teil im Rahmen der vollständigen 2-bahnigen Verkehrsfreigabe der A 861 dem Verkehr übergeben. Die erste Richtungsfahrbahn der A 861 sowie die der A 98 ab Lörrach-Ost wurden bereits im Jahr 2003 freigegeben. Am 9. Dezember 2010 wurde dann die nun vollständig 2-bahnige A 98 zwischen der Anschlussstelle Lörrach-Ost und dem Autobahndreieck Hochrhein eröffnet. Seitdem hat laut Angaben der Autobahnpolizei vor allem der LKW-Verkehr auf dieser neuen Umfahrung von Basel in Süd-Nord-Richtung zwischen 2009 und 2010 um 13 Prozent und in Nord-Süd-Richtung um 15 Prozent zugenommen.
Zum vollständigen Ausbau des Dreiecks Hochrhein fehlte noch der 2-bahnige Weiterbau der A 98 in östlicher Richtung zur Anschlussstelle Rheinfelden-Ost. Diese Weiterführung wurde am 20. Dezember 2021 dem Verkehr übergeben. Das Brückenbauwerk der A 98 über die A 861 wurde bereits im Jahr 2010 realisiert. Als Planungstitel wurde in der Planungszeit der Name Autobahndreieck Rheinfelden verwendet.

## Verkehrsaufkommen
| Von                     | Nach                       | Durchschnittliche tägliche Verkehrsstärke | Durchschnittliche tägliche Verkehrsstärke | Anteil Schwerlastverkehr | Anteil Schwerlastverkehr |
| Von                     | Nach                       | 2010                                      | 2015                                      | 2010                     | 2015                     |
| ----------------------- | -------------------------- | ----------------------------------------- | ----------------------------------------- | ------------------------ | ------------------------ |
| AS Lörrach-Mitte (A 98) | AD Hochrhein               | 20.800                                    | 25.200                                    | 11,3 %                   | 8,3 %                    |
| AD Hochrhein            | AS Rheinfelden-Ost (A 98)  | N.N.                                      | N.N.                                      | N.N.                     | N.N.                     |
| AD Hochrhein            | Grenzübergang D/CH (A 861) | 20.300                                    | 26.200                                    | 06,8 %                   | 5,3 %                    |